# Tuffi agli XI Giochi del Mediterraneo
Il programma dei tuffi degli XI Giochi del Mediterraneo ha previsto 2 gare, entrambe maschili.

## Podi

### Uomini
| Evento          | Oro               | Perform. | Argento            | Perform. | Bronzo               | Perform. |
| Trampolino 3m   | Philippe Duvernay | 577.95   | Oscar Bertone      | 564.05   | Emilio Ratia Vidal   | 561.45   |
| Piattaforma 10m | Rafael Alvarez    | 550.25   | Emilio Ratia Vidal | 526.70   | Alessandro De Botton | 518.45   |

## Medagliere
| Posizione | Paese   |   |   |   | Totale |
| --------- | ------- | - | - | - | ------ |
| 1         | Spagna  | 1 | 1 | 1 | 3      |
| 2         | Francia | 1 | 0 | 0 | 1      |
| 3         | Italia  | 0 | 1 | 1 | 2      |
| Totale    | Totale  | 2 | 2 | 2 | 6      |